# 甘草素
甘草素（英語：Liquiritigenin）或译为甘草醇，是一种黄烷酮，从『甘草』（学名：Glycyrrhiza uralensis）中分离出来，在甘草属植物中广泛存在，包括『光果甘草』（学名：Glycyrrhiza glabra）。它是一种雌激素化合物，作为雌激素受体（ER）的ERβ亚型的选择性激动剂，尽管在足够高的浓度下据报导，也能作为ERα的部分激动剂。 它也具有利胆作用。
甘草素，NADPH：氧氧化还原酶（羟基化，芳基迁移）是一种酶，使用甘草素，O2，NADPH和H+产生2,7,4'-三羟基异黄酮，H2O和NADP+。